# Ожидание (фильм, 1981)
«Ожидание» — детский двухсерийный телевизионный фильм, снятый в 1981 году режиссёром Радомиром Василевским на Одесской киностудии по одноимённой повести детского писателя и киносценариста Радия Погодина. В фильме дебютировала 13-летняя Лида Вележева.

## Сюжет
Капитан теплохода на борту своего корабля встречается с другом детства. Они вспоминают совместные игры, первое чувство к жившей по соседству девочке, всё весёлое и грустное, что в конечном итоге осветило добрым светом давно прошедшие годы.
Важными темами фильма, помимо первой детской любви, также являются исследование взаимоотношений между поколениями дедов, отцов и детей, и связи этих взаимоотношений с настоящим патриотизмом, основанным на исторической преемственности дел, на ответственности за свои поступки.
Серия 1 — «Славка»
Серия 2 — «Варька»

## В ролях
- Лариса Пашкова — Ольга
- Виктор Лазарев — дед Власенко
- Лидия Вележева (в титрах Лида Вележова) — Варька-«Скорпена»
- Вячеслав Хованов - Славка
- Александр Савостьянов - Слава
- Валерий Шушкевич — отец Славки
- Мария Стерникова — мать Славки
- Владислав Кузнецов - Васька (в титрах - Вадим Кузнецов)
- Александр Алексеев - Вася
- Валерий Носик — отец Варьки
- Валентина Талызина — Стана Матвеевна
- Антонина Кончакова — бабка Мария
- Елена Папанова — Ксанка
- Наташа Лисовицкая - Нинка
- Татьяна Захарова - Галина
- Вера Титова - отдыхающая
- Георгий Строков - отдыхающий
- Юрий Катин-Ярцев - Яша, фотограф
- Георгий Дворников - матрос-рабочий с земснаряда
- Виктор Ласкевич - дед Власенко в молодости
- Женя Бисикайло - Петька
- Андрей Бисикайло - Пашка

## Съёмочная группа
- Автор сценария: Радий Погодин
- Режиссёр: Радомир Василевский
- Оператор: Виктор Березовский
- Художник: Владимир Ефимов
- Композитор: Илья Катаев
- Тексты песен: Михаил Танич
- Звукооператор: А. Подлесный

## Литературная основа
Фильм снят по одноимённой повести Радия Погодина, впервые изданной ленинградским отделением «Детгиза» в 1963 году.
Повесть относится ко второму периоду творчества писателя, уже известного своими рассказами для детей, и стала новым этапом его творчества:

Как нигде прежде, «Ожидание» наполнено широко, безбрежно захлестнувшей жизнью. Никогда у писателя не было в книгах так много природы: солнца, простора, воздуха, моря и волн. Здесь природа присутствует не как фон, а как вид, состояние, среда человеческой жизни, ее главнейшее условие. Впервые писателем так сближены единой духовной связью старые и молодые: старые — хранители и излучатели той силы, которая, как выясняется, и есть единая и непрерывная энергия народной жизни, наполняющая всех. Неудивительно поэтому, что хотя в повестях центральные герои — подростки Славка и Варька, — нисколько не меньшее место занимают в них старый рыбак Власенко и бабка Ольга, их запутанные и давние отношения,, трагедия их несбывшейся любви, подвиг их большой, трудной и трудовой жизни.— из сборника «О литературе для детей», 1975

Повесть устремлена в будущее. Поэтому она и называется «Ожидание». Прекрасной, совершенной жизни нетерпеливо ждут герои Погодина. Ждут торопясь, чтобы поскорее прийти. Такому характеру, современному характеру, ненавистно все неторопливое, скучное, заземленное. Его герои хотят, жаждут романтики, приподнятости— они до тоски ненавидят обыденность. — литературовед Ф. Шушковская, из сборника «О литературе для детей», 1960

Для многих ребят, да и для взрослых тоже, литература — это сюжет. Их волнует одно: что дальше?.. Такие читатели мчатся по страницам книг, как мотогонщики по треку, с одной мыслью: скорей к финишу! Тому, кто впервые возьмёт в руки повесть Радия Погодина «Ожидание», мне хочется сказать: "Друг, не спеши. Не торопясь, войди в этот жаркий мир, оглядись в нём, посмотри, как всё живописно. Погляди, как приходят в город корабли, какое там море. Вслушайся, с какой печалью Варька и бабка Ольга поют «Фуртуну». И тогда ты поймёшь, что литература — это не просто, что рассказано, но прежде всего — как рассказано.— Александр Крестинский
Литературный критик И. Мотяшев не соглашался с И. Чернявской в её мнении, что «Ожидание» не может увлечь юных читателей, поскольку герой этой повести — дошкольник Славка:

С таким же успехом можно сказать, что герой этой повести — старик Власенко. Одновременно раскрывается и образ четырнадцатилетней Варьки-Сонеты. Не удивительно, что книгу читают главным образом ровесники Васьки и Варьки. Она написана с ориентацией на подростка, на проблемы, перед ним возникающие. — Игорь Мотяшов - Радий Погодин: очерк творчества. - М.: Детская литература, 1983. - 158 с.- стр. 131

## Съемки
Съемки фильма «Ожидание» проходили на измаильском пляже возле Диорамы.